# 2007年の横浜ベイスターズ
2007年の横浜ベイスターズ（2007ねんのよこはまベイスターズ）では、2007年の横浜ベイスターズの動向をまとめる。
この年の横浜ベイスターズは、2回目の大矢明彦監督体制の1年目（通算3年目）のシーズンである。

## 概要
前年の最下位転落を受け、1996年から2年間監督を務めた大矢明彦が10年ぶりにチームの監督に復帰。大矢はコーチ陣を弘田澄男ヘッドコーチを除いて、全員チームOBで固め、「今年は最下位を脱出する」と宣言。大矢新監督は1998年の優勝メンバーが高齢化している現状を鑑み、就任後に巨人から仁志敏久を、ソフトバンクから寺原隼人をそれぞれ交換トレードで獲得してシーズンに臨んだ。大矢監督1年目は前年シーズン2位の阪神が開幕から不調だったこともあり、一時は2位に立ったが、後半戦は投打ともに息切れ。そしてペナントは巨人・中日・阪神による三つ巴の戦いとなり、CS争いから脱落。Aクラス入りが絶望になったが、それでも勝率5割前後でなんとか踏みとどまり、10月9日の最終戦（vsヤクルト）で勝てば2001年以来6年ぶりの勝率5割が決まるはずだったが、惜しくも3対4でヤクルトに敗れた。結局、勝率5割復帰とはならなかったが前年の最下位から借金を僅か1にとどめ、大矢監督の1年目は順調なスタートを切った。投手陣は移籍1年目の寺原が12勝でエースにのし上がり、ベテランの三浦大輔も11勝を挙げ、防御率でリーグ4位に入り、巨人から移籍した工藤公康もチーム3位の7勝を挙げて最下位脱出に貢献。最終的なチーム防御率は4.01（リーグ4位）だった。また、打撃陣は村田修一が36本塁打で念願の本塁打王を獲得し、吉村裕基がチーム2位の24本塁打、ベテランの仁志、金城龍彦、そして内川聖一などもそれなりの成績を残しチーム本塁打は124本でリーグ4位だったが、チーム打率は.265で、リーグ3位に割って入った。カード別成績では優勝した巨人に8勝16敗で負け越したものの、2位の中日には13勝11敗で勝ち越し、そして3位の阪神にも10勝14敗と健闘した。

## チーム成績

### レギュラーシーズン
| 1 | 二 | 仁志敏久 |
| 2 | 遊 | 石井琢朗 |
| 3 | 中 | 金城龍彦 |
| 4 | 三 | 村田修一 |
| 5 | 左 | 鈴木尚典 |
| 6 | 一 | 吉村裕基 |
| 7 | 右 | 内川聖一 |
| 8 | 捕 | 相川亮二 |
| 9 | 投 | 三浦大輔 |

| 順位 | 4月終了時 | 4月終了時 | 5月終了時 | 5月終了時 | 6月終了時 | 6月終了時 | 7月終了時 | 7月終了時 | 8月終了時 | 8月終了時 | 最終成績 | 最終成績 |
| ---- | --------- | --------- | --------- | --------- | --------- | --------- | --------- | --------- | --------- | --------- | -------- | -------- |
| 1位  | 巨人      | --        | 巨人      | --        | 巨人      | --        | 中日      | --        | 巨人      | --        | 巨人     | --       |
| 2位  | 横浜      | 0.5       | 中日      | 1.5       | 中日      | 4.0       | 巨人      | 0.0       | 中日      | 1.0       | 中日     | 1.5      |
| 3位  | 中日      | 2.0       | 広島      | 6.5       | 横浜      | 6.0       | 横浜      | 2.5       | 阪神      | 3.5       | 阪神     | 4.5      |
| 4位  | 阪神      | 3.0       | 横浜      | 7.0       | 阪神      | 11.0      | 阪神      | 3.5       | 横浜      | 7.5       | 横浜     | 9.0      |
| 5位  | 広島      | 4.5       | 阪神      | 7.5       | 広島      | 14.0      | ヤクルト  | 11.5      | ヤクルト  | 16.5      | 広島     | 19.5     |
| 6位  | ヤクルト  | 5.0       | ヤクルト  | 12.5      | ヤクルト  | 14.0      | 広島      | 13.5      | 広島      | 17.5      | ヤクルト | 20.5     |

| 順位 | 球団                   | 勝 | 敗 | 分 | 勝率 | 差   |
| 1位  | 読売ジャイアンツ       | 80 | 63 | 1  | .559 | 優勝 |
| 2位  | 中日ドラゴンズ         | 78 | 64 | 2  | .549 | 1.5  |
| 3位  | 阪神タイガース         | 74 | 66 | 4  | .529 | 4.5  |
| 4位  | 横浜ベイスターズ       | 71 | 72 | 1  | .497 | 9.0  |
| 5位  | 広島東洋カープ         | 60 | 82 | 2  | .423 | 19.5 |
| 6位  | 東京ヤクルトスワローズ | 60 | 84 | 0  | .417 | 20.5 |

#### 交流戦
| 順位 | 球団                         | 勝 | 敗 | 分 | 勝率 | 差   |
| 1位  | 北海道日本ハムファイターズ   | 18 | 5  | 1  | .783 | 優勝 |
| 2位  | 読売ジャイアンツ             | 15 | 9  | 0  | .625 | 3.5  |
| 3位  | 横浜ベイスターズ             | 14 | 9  | 1  | .609 | 4.0  |
| 4位  | 千葉ロッテマリーンズ         | 13 | 10 | 1  | .565 | 5.0  |
| 5位  | 中日ドラゴンズ               | 12 | 11 | 1  | .522 | 6.0  |
| 6位  | オリックス・バファローズ     | 12 | 11 | 1  | .522 | 6.0  |
| 7位  | 東北楽天ゴールデンイーグルス | 11 | 12 | 1  | .478 | 7.0  |
| 8位  | 東京ヤクルトスワローズ       | 11 | 13 | 0  | .458 | 7.5  |
| 9位  | 福岡ソフトバンクホークス     | 11 | 13 | 0  | .458 | 7.5  |
| 10位 | 阪神タイガース               | 9  | 14 | 1  | .391 | 9.0  |
| 11位 | 西武ライオンズ               | 9  | 15 | 0  | .375 | 9.5  |
| 12位 | 広島東洋カープ               | 5  | 18 | 1  | .217 | 13.0 |

- 同率の場合は前年の順位で上位のチームが上位にランクされる

## オールスターゲーム2007
| - ファン投票 仁志敏久 | - 監督推薦 クルーン 木塚敦志 相川亮二 |

## 表彰選手
| - 村田修一 本塁打王（36本、初受賞） | - ベストナイン 受賞者なし - ゴールデングラブ賞 金城龍彦（外野手、2年ぶり2度目） |

## ドラフト
| 順位                   | 選手名                 | 守備                   | 所属                   | 結果                   |
| 大学生・社会人ドラフト | 大学生・社会人ドラフト | 大学生・社会人ドラフト | 大学生・社会人ドラフト | 大学生・社会人ドラフト |
| ---------------------- | ---------------------- | ---------------------- | ---------------------- | ---------------------- |
| 1巡目                  | 小林太志               | 投手                   | JR東日本               | 入団                   |
| 2巡目                  | （選択権なし）         | （選択権なし）         | （選択権なし）         | （選択権なし）         |
| 3巡目                  | 桑原謙太朗             | 投手                   | 奈良産業大学           | 入団                   |
| 高校生ドラフト         |                        |                        |                        |                        |
| 1巡目                  | 田中健二朗             | 投手                   | 常葉学園菊川高         | 入団                   |
| 2巡目                  | （選択権なし）         | （選択権なし）         | （選択権なし）         | （選択権なし）         |
| 3巡目                  | 大田阿斗里             | 投手                   | 帝京高                 | 入団                   |
| 4巡目                  | 佐藤祥万               | 投手                   | 文星芸術大学附属高     | 入団                   |
| 5巡目                  | 坂本大空也             | 外野手                 | 市立柏高               | 入団                   |
| 育成選手ドラフト       |                        |                        |                        |                        |
| 1巡目                  | 関口雄大               | 外野手                 | 滋賀大学               | 入団                   |
| 2巡目                  | 杉本昌都               | 捕手                   | 水戸短期大学附属高     | 入団                   |